# Trevor Rabin
Trevor Charles Rabin (Johannesburg, 1954. január 13. –) dél-afrikai zenész, zeneszerző.

## Biográfia

### A kezdeti nehézségek
Hatéves korától kezdett el foglalkozni zenéléssel, először zongoraleckéket vett, majd nemsokára gitározni tanult. 12 évesen megvette első gitárját. Az 1968-ban alakult The Conglomeration nevű együttesben kezdett el muzsikálni, mellyel hamar díjat nyert: South Africa Battle Of The Bands nevű kitüntetést hódított el. 18 évesen elvitték katonának, de leszerelése után folytatta a zenélést: bárokban lépett fel, bár most már zongorán játszott.

### A szólókarrier kezdete
A szórakozóhelyeken való zenélés közben karrierjét jó irányba terelte: 1978-ban kiadta első lemezét, melynek Beginnings címet adta. Egy évre rá újabb korong következett, ennek Face to Face lett a neve.

### A Yes tagjaként
Ezután eljött pályafutásának csúcspontja: a Yes zenekarában gitáros és dalszövegíró. A Yes a kor egyik legnagyobb progresszív rockot játszó zenekara volt. 1982-ben kiadták a 90125 című lemezt. Ez a felvétel olyan jól sikerült, hogy a Grammy-díj nyertese lett a kategóriájában. Ezután a csapat turnézni ment, melynek során többek között meglátogatták Olaszországot, Angliát, valamint Japánt. 1987-ben újabb album jött, melynek a Big Generator nevet adták. Ennek a korongnak már messze nem volt akkora sikere, mint az előző lemeznek. 1991-ben az Union jelent meg a piacon, melyen Trevor Steve Howe-val gitározik együtt. Ez az album is közepes sikereket ért el 15 számával. 1994-ben utoljára szerepelt Yes tagként egy lemezen: a Talk nevű alkotáson zenélt.

### Trevor Rabin, mint filmzeneszerző
A kiválásának oka nem más volt, mint az, hogy megismerkdett a Yes koncertbillentyűsével, aki nem más, mint Mark Mancina. Ő éppen a Twister című filmzenéjén dolgozott, s arra kérte Trevort, hogy a gitárrészeket játssza el ő. Ezután teljesen a filmzenék világa felé fordult, s 1996-ban ki is adta első önálló alkotását, melynek címe Tisztítótűz lett. Nemsokára ismét Mancina oldalán találta magát: most a  Con Air című filmhez írtak dallamokat. Igazából csak az Armageddon tette híressé: ezzel a filmzenével a lemezeladási listák élére került, de az ezt követő művei nem tudtak átütő sikert hozni. Leginkább akciófilmekhez készített zenéket, de a vígjátékok, s drámák világában is kipróbálta már tehetségét.

## Diszkográfia

### Szólólemezei
- Beginnings (1978)
- Face to Face (1979)

### Filmzenéi
- Twister (1996) (kiegészítő zene)
- Tisztítótűz (1996)
- Con Air (1997)
- Armageddon (1998)
- A közellenség (1998)
- Fű alatt (1998)
- Hóbarát (1998)
- Háborgó mélység (1999)
- Tolvajtempó (2000)
- Emlékezz a Titánokra! (2000)
- A 6. napon (2000)
- Texas Rangers (2000)
- Whispers: An Elephant’s Tale (2000)
- Törvényen kívül (2001)
- Rocksztár (2001)
- Az egyetlen (2001)
- Rossz társaság (2002)
- Öröklányok (2002)
- Kenguru Jack (2003)
- Bad Boys 2 (2003)
- Vas (2004)
- Az ördögűző: A kezdet (2004)
- A nemzet aranya (2004)
- E-Ring (tv-sorozat) (2005)
- A nagy mentőakció (2005)
- Ördögűző: Dominium (2005)
- Carter edző (2005)
- Hullámtörők (2006)
- Erőpróba (2006)
- Kígyók a fedélzeten (2006)
- Flyboys (2006)
- Fekete dicsőség (2006)
- A nemzet aranya: Titkok könyve (2007)
- Zsenikém – Az ügynök haláli (2008)
- A Boszorkány-hegy (film, 2009)A Boszorkány-hegy (2009)
- G-Force - Rágcsávók (2009)
- 12 Rounds (2009)
- A varázslótanonc (2010)
- A Negyedik (2011)